# Roccaspinalveti

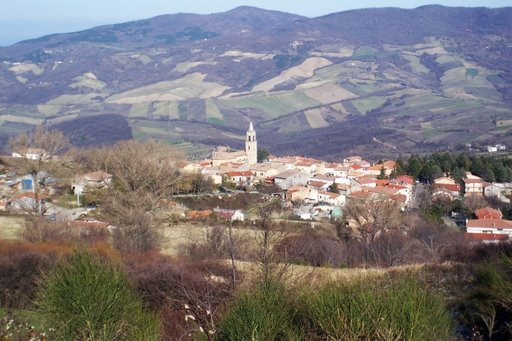
Blick auf Roccaspinalveti

Roccaspinalveti ist eine italienische Gemeinde (comune) mit 1161 Einwohnern (Stand 31. Dezember 2023) in der Provinz Chieti in den Abruzzen. Die Gemeinde liegt etwa 52 Kilometer südsüdöstlich von Chieti und gehört zur Comunità montana Medio Vastese.